# Mohd Rauf Nur Misbah
Mohd Rauf Nur Misbah (* 26. Juli 1987) ist ein ehemaliger malaysischer Radrennfahrer.

## Sportliche Laufbahn
Mohd Rauf Nur Misbah gewann beim Melaka Chief Minister Cup 2007 eine Etappe, wurde einmal Dritter und konnte so auch die Gesamtwertung für sich entscheiden. Ende der Saison startete er bei den Straßen-Radweltmeisterschaft in Stuttgart für die malaysische Nationalmannschaft mit drei weiteren Teamkollegen im Straßenrennen der U23-Klasse, das allerdings keiner von ihnen beenden konnte. Bei den asiatischen Straßenmeisterschaften belegte er Platz 15 im Straßenrennen. 2017 beendete er seine Radsportlaufbahn. 

## Erfolge
2007
- Gesamtwertung und eine Etappe Melaka Chief Minister Cup

## Teams
- 2009 MNCF Cycling Team (ab 1. Februar)